# 国道251号
国道251号（こくどう251ごう）は、長崎県長崎市から諫早市に至る一般国道である。別名、島原街道ともよばれる道で、島原半島の西海岸沿い区間は「サンセットロード」ともよばれる。

## 概要

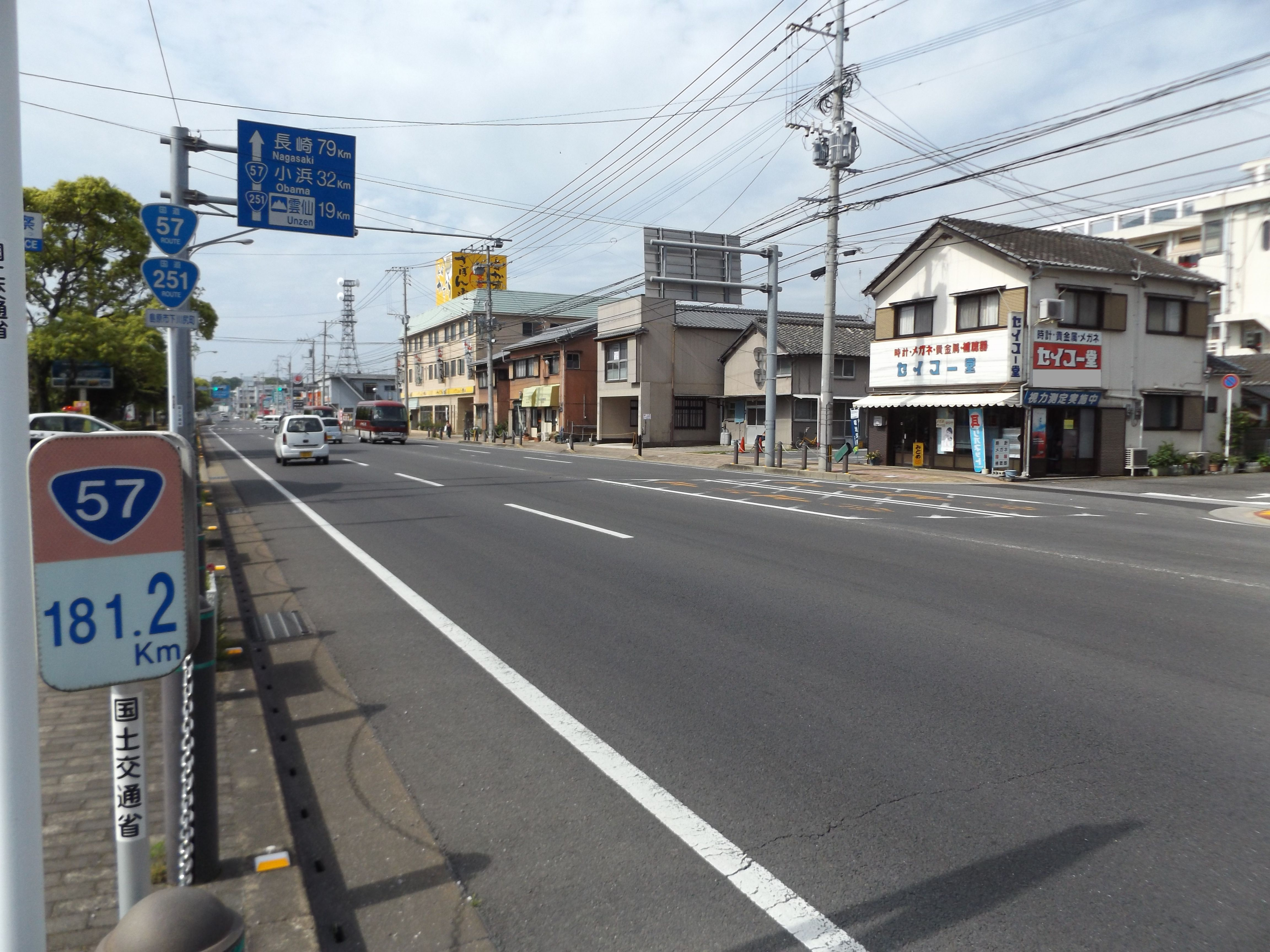
国道57号と国道251号の重複区間
長崎県島原市、島原外港交差点付近

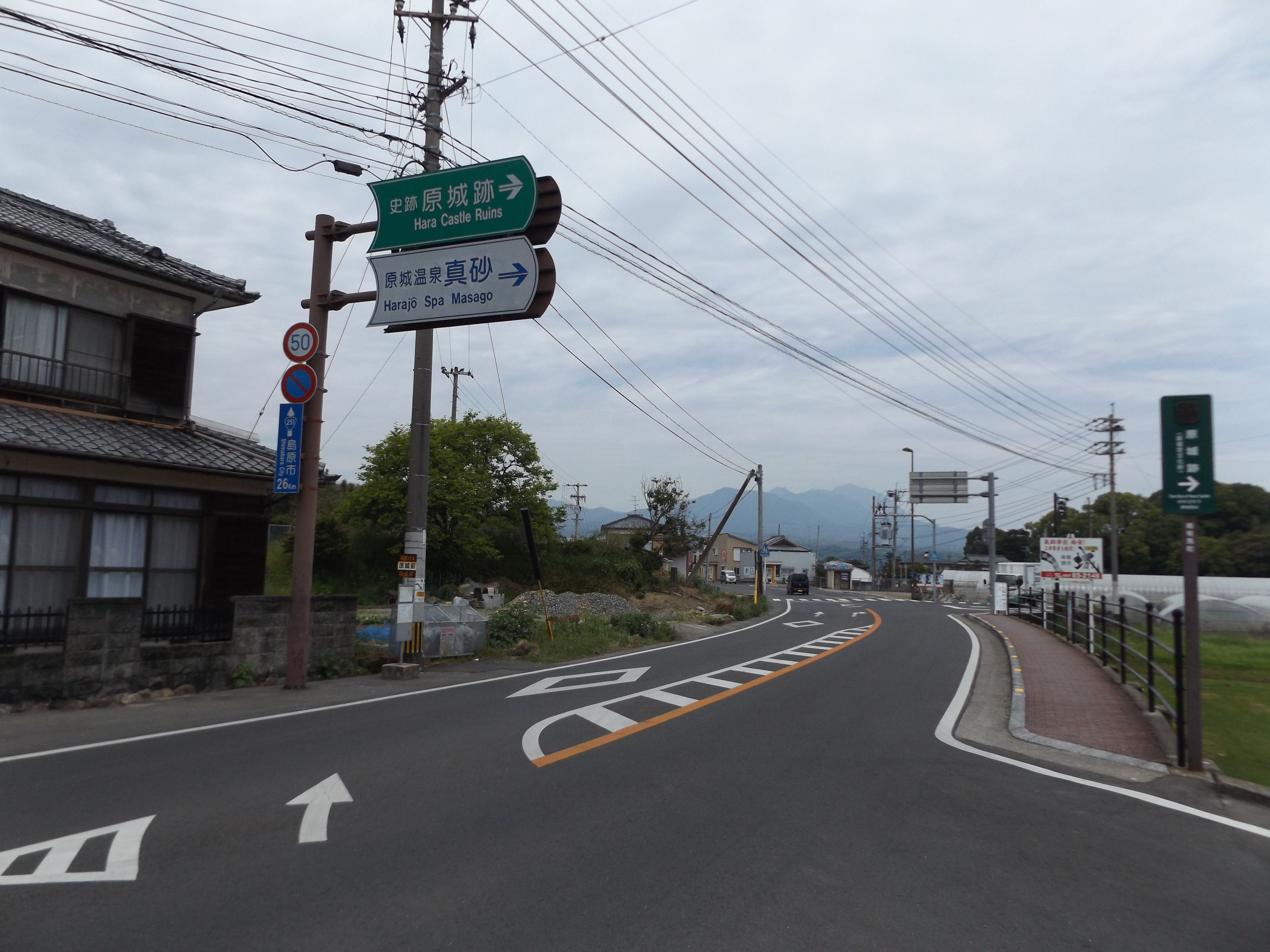
国道251号単独区間
長崎県南島原市、原城前バス停付近

長崎市内で国道34号、雲仙市内、島原市内のごく短区間、雲仙市から終点まで国道57号と重複する。島原半島を一周する一般国道である。
重複区間を除き、長崎市の元・矢上大橋有料道路の一部区間および島原市のごく一部の区間が4車線であるほかは2車線の道路である。島原市の中心部は交通量が非常に多く頻繁に混雑する。当該区間の混雑解消を目的に島原道路が建設中であるが、一部のみしか開通していない。
島原市から諫早市にかけては、国道57号との重複区間も含め、ほぼ全線で島原鉄道線と併走している。また、廃線となった同線の加津佐駅（南島原市）- 島原外港駅（現・島原港駅、島原市）間においてもほぼ併走したルートを通っていた。

### 路線データ
一般国道の路線を指定する政令 に基づく起終点および重要な経過地は次のとおり。
- 起点：長崎市（江戸町交差点 = 国道34号・国道57号・国道202号終点、国道206号・国道324号起点）
- 終点：諫早市（小船越トンネル交差点 = 国道34号交点、国道57号・国道207号上）
- 重要な経過地：長崎県南高来郡愛野町[注釈 2]、同郡小浜町[注釈 2]、同郡口之津町[注釈 3]、島原市、同郡国見町[注釈 2]、同郡愛野町[注釈 2]
- 総延長 : 125.6 km[3][注釈 4]
- 重用延長 : なし[3][注釈 4]
- 未供用延長 : なし[3][注釈 4]
- 実延長 : 125.6 km[3][注釈 4]
  - 現道 : 123.8 km[3][注釈 4]
  - 旧道 : 0.1 km[3][注釈 4]
  - 新道 : 1.7 km[3][注釈 4]
- 指定区間：国道34号・国道57号と重複する区間（長崎市・江戸町交差点（起点） - 切通交差点、雲仙市・愛野展望台前交差点 - 雲仙西登山口交差点、島原市・雲仙東登山口交差点 - 島原外港交差点、雲仙市・愛野交差点 - 諫早市・小船越トンネル交差点（終点））[4]

## 歴史
- 1956年（昭和31年）7月10日 - 二級国道251号長崎口之津諫早線（長崎県長崎市 - 長崎県諫早市）として指定。
- 1965年（昭和40年）4月1日 - 一般国道251号となる。
- 2020年（令和2年）3月31日 - 長崎県告示第273号により矢上バイパスと並行する旧道区間の国道指定が解除される[5]。

## 路線状況

### 重複区間
- 国道34号・国道57号（長崎市江戸町・江戸町交差点（起点） - 長崎市田中町・切通交差点）
- 国道57号（雲仙市愛野町浜・愛野展望台前交差点 - 雲仙市小浜町北本町・雲仙西登山口交差点）
- 国道389号（南島原市口之津町丙 - 南島原市口之津町丙・須崎交差点）
- 国道57号（島原市秩父が浦町・雲仙東登山口交差点 - 島原市湊町・島原外港交差点）
- 国道389号（雲仙市国見町多比良乙 - 雲仙市国見町土黒甲・国見交差点）
- 国道57号（雲仙市愛野町乙・愛野交差点 - 諫早市小船越町・小船越トンネル交差点（終点））
- 国道207号（諫早市小船越町・小船越交差点 - 諫早市小船越町・小船越トンネル交差点（終点））

### 道路施設

#### 橋梁
- 中之橋（中島川、長崎市、国道34号重複区間内）
- 矢上大橋（八郎川、長崎市）
- 有馬橋（有馬川、南島原市）
- 水無川橋（水無川、南島原市 - 島原市）
- 島原大橋（島原市）
- 扇田大橋（中尾川、島原市）
- 三会大橋（寺中川、島原市）
- 瑞穂橋（島原鉄道線・流川、雲仙市）
- 愛野大橋（有明川、雲仙市 - 諫早市、国道57号重複区間内）

#### トンネル
起点から
- 本河内トンネル（下り線）：延長254 m、2004年（平成16年）竣工、長崎市（国道34号重複区間内）
- 本河内トンネル（上り線）：延長329 m、1999年（平成11年）竣工、長崎市（国道34号重複区間内）
- 新日見トンネル（下り線）：延長1,055 m、1994年（平成6年）竣工、長崎市（国道34号重複区間内）
- 新日見トンネル（上り線）：延長1,032 m[6]、2021年（令和3年）竣工、長崎市（国道34号重複区間内）
- 飯森第一トンネル：延長70 m、1973年（昭和48年）竣工、諫早市
- 飯森第二トンネル：延長181 m、1973年（昭和48年）竣工、諫早市

#### 道の駅
- 251いいもりじゃがーロード（諫早市）（2025年（令和7年）11月1日オープン予定）[7][8]
- ひまわり（南島原市）- 道の駅みずなし本陣ふかえとして開設されたが、2021年（令和3年）11月30日に営業終了[9]。事業譲渡後、2023年（令和5年）4月21日から道の駅ひまわりとなっている[10]。

## 地理

### 通過する自治体
- 長崎県
  - 長崎市 - 諫早市 - 雲仙市 - 南島原市 - 島原市 - 雲仙市 - 諫早市

### 交差する道路
| 交差する道路                                                              | 市町村名 | 交差する場所             | 交差する場所                  |
| ------------------------------------------------------------------------- | -------- | ------------------------ | ----------------------------- |
| 国道34号 重複区間起点 国道57号 重複区間起点 国道202号 国道206号 国道324号 | 長崎市   | 江戸町                   | 江戸町交差点 / 起点           |
| 長崎県道235号昭和馬町線                                                   | 長崎市   | 馬町                     | 馬町交差点                    |
| 長崎県道116号長崎芒塚インター線                                           | 長崎市   | 本河内町                 | 日見バイパス西口交差点        |
| 長崎県道116号長崎芒塚インター線                                           | 長崎市   | 芒塚町                   | 日見バイパス東口交差点        |
| 長崎県道34号野母崎宿線                                                    | 長崎市   | 宿町                     | 網場入口交差点                |
| 国道34号 重複区間終点 国道57号 重複区間終点                               | 長崎市   | 田中町                   | 切通交差点                    |
| 長崎県道138号田結久山線 重複区間起点                                      | 諫早市   | 飯盛町里                 |                               |
| 長崎県道138号田結久山線 重複区間起点                                      | 諫早市   | 飯盛町里                 |                               |
| 長崎県道41号諫早飯盛線                                                    | 諫早市   | 飯盛町開                 |                               |
| 長崎県道55号有喜本諫早停車場線                                            | 諫早市   | 松里町                   |                               |
| 島原半島広域農道 / 雲仙グリーンロード                                     | 雲仙市   | 愛野町乙                 |                               |
| 国道57号 重複区間起点 長崎県道58号愛野島原線                              | 雲仙市   | 愛野町乙                 | 愛野展望台前交差点            |
| 長崎県道201号北野千々石線                                                 | 雲仙市   | 千々石町丙               |                               |
| 長崎県道210号平石千々石線                                                 | 雲仙市   | 千々石町戊（ぼ）         | 参道口交差点                  |
| 長崎県道128号雲仙千々石線                                                 | 雲仙市   | 千々石町庚               | 木場交差点                    |
| 長崎県道201号北野千々石線                                                 | 雲仙市   | 小浜町北野               | 富津入口交差点                |
| 国道57号 重複区間終点                                                     | 雲仙市   | 小浜町北本町             | 雲仙西登山口交差点            |
| 長崎県道30号小浜北有馬線                                                  | 雲仙市   | 小浜町金浜               |                               |
| 長崎県道223号荒牧尾登線                                                   | 雲仙市   | 南串山町乙               |                               |
| 長崎県道130号加津佐停車場山口線                                           | 南島原市 | 加津佐町乙               | 野田交差点                    |
| 国道389号 重複区間起点                                                    | 南島原市 | 口之津町丙               |                               |
| 国道389号 重複区間終点                                                    | 南島原市 | 口之津町丙               | 須崎交差点                    |
| 長崎県道209号山口南有馬線                                                 | 南島原市 | 南有馬町乙               |                               |
| 長崎県道30号小浜北有馬線                                                  | 南島原市 | 北有馬町己               | 田平交差点                    |
| 長崎県道47号雲仙西有家線                                                  | 南島原市 | 西有家町須川             | 須川交差点                    |
| 長崎県道132号雲仙有家線                                                   | 南島原市 | 有家町山川               | 小川交差点                    |
| 長崎県道133号雲仙深江線                                                   | 南島原市 | 深江町丙                 | 須ノ崎交差点                  |
| 島原道路 / がまだすロード                                                 | 南島原市 | 深江町丁                 |                               |
| 長崎県道207号千本木島原港線 重複区間起点                                  | 島原市   | 北安徳町                 |                               |
| 長崎県道207号千本木島原港線 重複区間終点                                  | 島原市   | 北安徳町                 |                               |
| 島原道路 / がまだすロード                                                 | 島原市   | 秩父が浦町               | 島原南IC                      |
| 国道57号 重複区間起点                                                     | 島原市   | 秩父が浦町               | 雲仙東登山口交差点            |
| 国道57号 重複区間終点                                                     | 島原市   | 湊町                     | 島原外港交差点                |
| 長崎県道134号島原湊停車場線                                               | 島原市   | 広馬場町                 |                               |
| 長崎県道58号愛野島原線                                                    | 島原市   | 片町                     |                               |
| 長崎県道208号礫石原松尾停車場線 重複区間起点                              | 島原市   | 大手原町                 |                               |
| 長崎県道202号野田島原線                                                   | 島原市   | 有明町大三東甲           |                               |
| 長崎県道208号礫石原松尾停車場線 重複区間終点                              | 島原市   | 有明町大三東甲           |                               |
| 国道389号 重複区間起点                                                    | 雲仙市   | 国見町多比良乙           |                               |
| 国道389号 重複区間終点                                                    | 雲仙市   | 国見町土黒甲             | 国見交差点                    |
| 長崎県道131号雲仙神代線                                                   | 雲仙市   | 国見町神代（こうじろ）戊 | 神代交差点                    |
| 長崎県道220号野田道西郷港線 重複区間起点                                  | 雲仙市   | 瑞穂町西郷甲             |                               |
| 長崎県道220号野田道西郷港線 重複区間終点                                  | 雲仙市   | 瑞穂町伊福乙             |                               |
| 諫早湾干拓堤防道路                                                        | 雲仙市   | 吾妻町平江名             |                               |
| 国道251号 / 愛野森山バイパス                                              | 雲仙市   | 愛野町甲                 | 愛野IC                        |
| 国道57号 重複区間起点                                                     | 雲仙市   | 愛野町乙                 | 愛野交差点                    |
| 国道251号 / 愛野森山バイパス                                              | 諫早市   | 森山町田尻               | 森山東IC                      |
| 島原道路 / 森山拡幅                                                       | 諫早市   | 森山町下井牟田           | 森山図書館入口交差点 森山西IC |
| 長崎県道124号大里森山肥前長田停車場線 重複区間起点                        | 諫早市   | 森山町下井牟田           | 森山駅前交差点                |
| 長崎県道124号大里森山肥前長田停車場線 重複区間終点                        | 諫早市   | 小野町                   | 尾崎交差点                    |
| 長崎県道125号諫早外環状線 / 島原道路                                      | 諫早市   | 長野町                   | 長野IC入口交差点 長野IC       |
| 長崎県道55号有喜本諫早停車場線                                            | 諫早市   | 鷲崎町                   | 鷲崎町交差点                  |
| 長崎県道41号諫早飯盛線                                                    | 諫早市   | 栗面町                   | 栗面町交差点                  |
| 国道207号 重複区間起点                                                    | 諫早市   | 小船越町                 | 小船越町交差点                |
| 国道34号 国道57号 重複区間終点 国道207号 重複区間終点                     | 諫早市   | 小船越町                 | 小船越トンネル交差点 / 終点   |

### 交差する鉄道
- 島原鉄道線
- 西九州新幹線

### 沿線
- 諫早湾
- 島原湾
- 島原鉄道線
  - 愛野駅 - 吾妻駅 - 神代駅 - 多比良駅 - 大三東駅 - 島原駅 - 島原港駅
- 島原温泉（島原市）
- 島原港フェリーターミナル・熊本フェリー
- 土石流被災家屋保存公園（南島原市深江町丁）
- 小浜温泉（雲仙市小浜町）
- 橘湾